# (50428) Alexanderdessler
(50428) Alexanderdessler est un astéroïde de la ceinture principale.

## Description
(50428) Alexanderdessler est un astéroïde de la ceinture principale. Il fut découvert le 27 février 2000 aux Monts Santa Catalina par CSS. Il présente une orbite caractérisée par un demi-grand axe de 2,63 UA, une excentricité de 0,16 et une inclinaison de 6,4° par rapport à l'écliptique.